# آية الصادقين

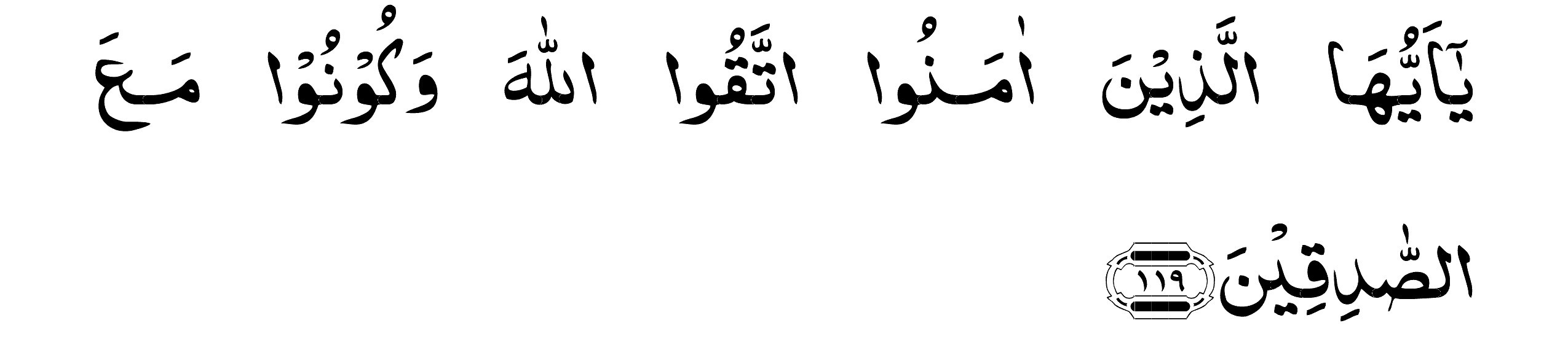

آية الصادقين هي الآية التاسعة عشرة بعد المائة من سورة التوبة في القرآن الكريم؛ وهي التي يستدل بها الشيعة على إثبات إمامة أهل البيت. والآية هي: ﴿يَا أَيُّهَا الَّذِينَ آمَنُوا اتَّقُوا اللَّهَ وَكُونُوا مَعَ الصَّادِقِينَ ۝١١٩﴾ [التوبة:119].
وكما يدل نص الآية فقد طلب فيها من الناس الالتزام بمنهج جماعة أسماهم القرآن الكريم بـ «الصادقين»؛ حيث رأى الفكر الإمامي أنهم رسول الله في الإسلام محمد (ص) وأئمة أهل البيت (ع) من خلال ما نقل في الأحاديث والروايات.

## ما هو الصدق؟
الصدق - كما هو معروف - نقيض الكذب، وهو «قول الحق»، وتحري المطابقة للواقع والحقيقة قولاً أو فعلاً، والصادق هو المخبر بما يطابق اعتقاده، والصديق المبالغ في الصدق.

## الصدق في القرآن
قال الله في سورة الأحزاب: (ليسأل الصادقين عن صدقهم).
وحول سؤال الصادقين عن صدقهم:
- قيل المراد بالصادقين: الأنبياء، وسؤالهم عن صدقهم هو سؤالهم يوم القيامة عما جاءت به أممهم وكأنه مأخوذ من قوله تعالى: «يَوْمَ يَجْمَعُ اللَّهُ الرُّسُلَ فَيَقُولُ ما ذا أُجِبْتُمْ».[3]
- وقيل: المراد سؤال الصادقين في توحيد الله وعدله والشرائع عن صدقهم؛ أي: عما كانوا يقولون فيه،
- وقيل: المراد سؤال الصادقين في أقوالهم عن صدقهم في أفعالهم،
- وقيل: المراد سؤال الصادقين عما قصدوا بصدقهم أ هو وجه الله أو غيره؟.

وهي وجوه ضعفها بعض المفسرين.
وحول معنى سؤال الصادقين عن صدقهم في الآية فإنها ترشد إلى خلاف ما ذكروه، ففرق بين قولنا: «سألت الغني عن غناه، وسألت العالم عن علمه»، وبين قولنا: «سألت زيدا عن ماله أو عن علمه»، فالمتبادر من الأولين أني طالبته أن يظهر غناه وأن يظهر علمه، ومن الأخيرين أني طالبته أن يخبرني هل له مال أو هل له علم؟ أو يصف لي ما له من المال أو من العلم.
وعلى هذا فمعنى سؤال الصادقين عن صدقهم: مطالبتهم أن يظهروا ما في باطنهم من الصدق في مرتبة القول والفعل، وهو عملهم الصالح في الدنيا. 
فالمراد بسؤال الصادقين عن صدقهم: «توجيه التكليف على حسب الميثاق إليهم»؛ ليظهر منهم صدقهم المستبطن في نفوسهم، وهذا في الدنيا لا في الآخرة.

## آية الصادقين في مصادر أهل السنة
ذكر المحدثون والمفسرون من علماء أهل السنة أحاديث دلت على أن المقصود بهم: النبي الكريم (ص) والإمام علي بن أبي طالب (ع) في تفسير هذه الآية؛ منها ما يلي:
- ذكر السيوطي: في الدر المنثور بعد ذكر الآية: «وأخرج ابن مردويه عن ابن عباس في قوله: ﴿... اتَّقُواْ اللّهَ وَكُونُواْ مَعَ الصَّادِقِينَ﴾، قال: مع علي بن أبي طالب».[5]
- ما ذكره الحسكاني الحنفي في شواهد التنزيل للحاكم.[6]
- ما نقله الكنجي الشافعي في كتابه كفاية الطالب.[7]
- ما أورده ابن عساكر الشافعيّ في ترجمة الإمام علي بن أبي طالب من كتابه تاريخ دمشق.[8]
- ما في تذكرة الخواص للسبط بن الجوزي الحنفي.[9]
- ما جاء في المناقب للخوارزمي الحنفي.[10]
- ما نقله الزرندي الحنفي في كتابه نظم درر السمطين.[11]
- ما ورد في فتح القدير للشوكاني.[12]
- ما ذكره ابن حجر الشافعي في كتابه الصواعق المحرقة.[13]
- ما نقله القندوزي في ينابيع المودة.[14]
- ما ذكره الآلوسي في تفسيره روح المعاني.[15]
- ما أورده الحمويني في كتابه فرائد السمطين.[16]

## بعض مداخل البحث
- آية المودة في مصادر الشيعة؛
- ما هو المراد بالصادقين؟
- كيف يستدل على إمامة أهل البيت بالآية

## مواضيع ذات علاقة
- الإمامة